# Шумненское сельское поселение
Шумненское се́льское поселе́ние — сельское поселение в Чугуевском районе Приморского края.
Административный центр — село Шумный.

## История
Статус и границы сельского поселения установлены Законом Приморского края от 11 октября 2004 года № 146-КЗ «О Хорольском муниципальном районе»

## Население
| 2010  | 2011  | 2012  | 2013  | 2014  | 2015  | 2016  |
| ----- | ----- | ----- | ----- | ----- | ----- | ----- |
| 2361  | ↘2352 | ↘2251 | ↘2216 | ↘2151 | ↘2086 | ↘2054 |
| 2017  | 2018  | 2019  |       |       |       |       |
| ↘2028 | ↘1912 | ↘1812 |       |       |       |       |

## Состав сельского поселения
В состав сельского поселения входят 5 населённых пунктов:
| № | Населённый пункт | Тип населённого пункта       | Население |
| - | ---------------- | ---------------------------- | --------- |
| 1 | Антоновка        | село                         | ↘267      |
| 2 | Изюбриный        | село                         | ↘330      |
| 3 | Ленино           | село                         | ↘445      |
| 4 | Нижние Лужки     | село                         | ↗194      |
| 5 | Шумный           | село, административный центр | ↘1125     |

## Местное самоуправление
Администрация
Адрес: 692613, с. Шумное, ул. Центральная, 38-А. Телефон: 8 (42372) 51-5-42
Глава администрации
- Титов Виктор Александрович